# Grupo Aéreo Naval de Takao
El Grupo Aéreo Naval de Takao (高雄航空隊, Takao Kōkūtai) fue una unidad del Servicio Aéreo de la Armada Imperial Japonesa  durante la guerra del Pacífico que participó en la campaña de Filipinas, la campaña de las Indias Orientales Neerlandesas, los ataques aéreos en Australia y la campaña de Guadalcanal. El grupo aéreo fue redesignado como 753.º Grupo Aéreo Naval el 1 de octubre de 1942.

## Historia

### Sudeste Asiático
El grupo se formó el 1 de abril de 1938 como una unidad de bombarderos medios e inicialmente estaba equipado con bombarderos Mitsubishi G3M. En mayo de 1940, se convirtió en la primera unidad en recibir los nuevos bombarderos Mitsubishi G4M. En 1941, la unidad se trasladó a Hankou para participar en operaciones en el centro de China.
Antes del estallido de la guerra del Pacífico, la mitad del grupo fue enviado a Saigón, en la Indochina francesa, para participar en la invasión de Malasia, mientras que la otra mitad estuvo estacionada en Kaohsiung, en Taiwán, para participar en la invasión de Filipinas. El 8 de diciembre, el teniente Hikōtaichō, Tarō Nonaka, dirigió 27 bombarderos medios de Takao en un ataque contra el aeródromo de Iba. Fueron escoltados por cazas Mitsubishi A6M Zero del 3.º Grupo Aéreo, que continuarían operando juntos como parte de la 23.ª Flotilla Aérea. Atacaron varios objetivos en Filipinas hasta el 28 de diciembre. Del 29 de diciembre al 6 de enero se concentraron en bombardear posiciones aliadas en Corregidor. Durante el resto de enero, realizaron incursiones contra objetivos en Borneo y en febrero trasladaron su enfoque a Java en las Indias Orientales Neerlandesas. El 27 de febrero, el teniente Jirō Adachi dirigió 16 bombarderos medios en un bombardeo contra el portahidroaviones estadounidense Langley, que lo hundió.
El 14 de marzo, la mitad del grupo se trasladó a Kupang, en Timor, para atacar el norte de Australia. La otra mitad regresó a Filipinas para ayudar a romper la resistencia aliada en Bataan y Corregidor. Después de que las fuerzas aliadas se rindieran ante Filipinas, esta mitad del grupo se trasladó a Kupang el 17 de abril para unirse a la otra mitad en los ataques aéreos contra Australia.

### Australia 1942
La primera gran incursión ocurrió el 16 de marzo, donde el teniente Hiroshi Mine dirigió 14 bombarderos medianos contra Darwin. Todavía no había combatientes enemigos estacionados en Darwin en ese momento, por lo que no sufrieron pérdidas. Esto pronto cambió con la llegada del 49.º Grupo de Persecución de la USAAF equipado con cazas Curtiss P-40 Warhawk. En una incursión sin escolta de siete bombarderos medios el 28 de marzo, el grupo sufrió el derribo de un bombardero por parte de los cazas enemigos que los interceptaban. A partir de ese momento, todas las incursiones diurnas fueron escoltadas por combatientes del 3.º Grupo Aéreo. Se llevaron a cabo incursiones similares más pequeñas los días 30 y 31 de marzo y 4 y 5 de abril, donde sufrieron la pérdida de tres de los seis bombarderos el día 4.
El 25 de abril, el nuevo teniente Hikōtaichō del grupo, Gorō Katsumi, dirigió una formación de 24 bombarderos medios G4M para atacar Darwin, donde fueron interceptados por una gran fuerza de Warhawks que derribaron cuatro bombarderos. Dos días después, el teniente Tanemasa Hirata dirigió 16 bombarderos medianos para atacar Darwin. La incursión fue nuevamente interceptada por una gran fuerza de Warhawks, pero esta vez el caza del 3.º Grupo Aéreo hizo bien su trabajo y no se derribó ningún bombardero. Cuando los Aliados comenzaron a asaltar el aeródromo de Kupang a cambio, el Grupo Aéreo Naval de Takao (así como el 3.º Grupo Aéreo) se trasladaron más atrás a Kendari. Además, las incursiones en Darwin se suspendieron hasta junio para que el Grupo Aéreo Naval de Takao repusiera el avión perdido.
El 13 de junio, se reanudaron las incursiones contra Darwin y el teniente comandante Katsumi dirigió 27 bombarderos medios para atacar un aeródromo allí. El 15 de junio, el teniente Hirata dirigió 27 bombarderos medios en otra incursión importante en Darwin. Al día siguiente, el teniente Hirata dirigió nuevamente 27 bombarderos para escoltar a 27 bombarderos medios G4M hasta allí. En estas tres incursiones principales, una gran cantidad de Warhawks interceptaron las formaciones, pero no se produjeron pérdidas para los bombarderos. En defensa de los bombarderos, el caza Zero que escoltaba del 3.º Grupo Aéreo logró derribar 10 Warhawks por la pérdida de dos de los suyos a cambio. No se realizaron más ataques durante el día hasta el 30 de julio, cuando el teniente comandante Katsumi dirigió 26 bombarderos medios G4M en una gran incursión en Darwin. La incursión diurna final en Darwin ocurrió el 23 de agosto, cuando el teniente Hirata dirigió 27 bombarderos medios G4M y los Warhawks interceptores lograron derribar un bombardero. En ese momento, todas las operaciones posteriores contra Darwin se suspendieron hasta 1943.

### Guadalcanal
A medida que se intensificaron los combates por Guadalcanal, la 23.ª Flotilla Aérea prestó una parte del 3.º Grupo Aéreo a la 25.ª Flotilla Aérea en Rabaul. El 22 de septiembre, el teniente Shigeji Makino trajo un destacamento de 20 bombarderos medios a Rabaul. Su primera misión contra Guadalcanal se realizó el 27 de septiembre, cuando una fuerza combinada de 18 bombarderos medios de los grupos de Kisarazu y de Takao bajo el mando de los tenientes Miyoshi Nabeta (Kisarazu) y Makino atacaron Guadalcanal. Fueron interceptados por una gran fuerza de cazas Grumman F4F Wildcat de los Marines y la Armada de los EE. UU., lo que resultó en el derribo de dos bombarderos. Al día siguiente, una fuerza combinada de 27 bombarderos medios de los grupos de Kisarazu y de Takao atacaron Guadalcanal nuevamente. Esta vez, cinco bombarderos se perdieron frente a 35 cazas Wildcat interceptores.
El 1 de octubre, la unidad fue renombrada como 753.º Grupo Aéreo. Los bombarderos del grupo abortaron dos grandes incursiones el 11 y 12 de octubre debido al mal tiempo. Sin embargo, el 13 de octubre, el teniente Makino dirigió una fuerza combinada de 27 bombarderos medianos de los grupos aéreos 753.º y de Kisarazu que bombardearon el Campo Henderson en Guadalcanal y dañaron docenas de aviones en tierra, así como destruyeron un almacenamiento de combustible significativo. El 15 de octubre, el teniente Makino volvió a dirigir otro ataque contra Guadalcanal, esta vez con 23 bombarderos medios de los grupos aéreos 753.º y de Kisarazu. La última misión contra Guadalcanal del 753.º Grupo Aéreo fue el 25 de octubre, antes de que el destacamento regresara a su base en las Indias Orientales.

### Australia 1943
A principios de 1943, el 753.º Grupo Aéreo volvió a iniciar operaciones contra Darwin en Australia. Esta vez se enfrentaron a los cazas Supermarine Spitfire recién llegados del 1.º Ala de la RAAF. El 15 de marzo, el teniente Kawamoto ataca con 16 bombarderos medios a Darwin. El 2 de mayo, el teniente Hirata dirigió 25 bombarderos medios en otra misión contra Darwin. Las incursiones se reanudaron un mes después, el 28 de junio, con nueve bombarderos medios. El 30 de junio, el teniente Hirata lideró 23 bombarderos medios en un gran ataque contra el aeródromo de Fenton, al sur de Darwin. El 6 de julio se llevó a cabo otra incursión en Fenton, cuando el teniente Hirata dirigió 26 bombarderos medios para bombardear el aeródromo. En estas incursiones durante 1943, los Zeros de escolta del 202.º Grupo Aéreo (antiguo 3.º Grupo Aéreo) protegieron bien a los bombarderos, ya que solo se perdieron cuatro. Además, superaron por completo a los Spitfires, ya que 38 de ellos fueron derribados por la pérdida de seis Zeros. A partir del 6 de julio, el 753.º Grupo Aéreo suspende las incursiones diurnas y continúa con las nocturnas.